# Maximiliano Velázquez
Maximiliano Velázquez, né le 12 septembre 1980 à Concepción del Uruguay (Argentine), est un footballeur argentin qui évoluait au poste de latéral gauche.
Il est le joueur ayant effectué le plus d'apparitions de l'histoire du Club Atlético Lanús avec 423 matchs.

## Biographie
Velázquez commence sa carrière professionnelle en 1998 avec Ferro Carril Oeste, en première division argentine. Après être descendu en deuxième division, le club est relégué en troisième division régionale en 2002. Velázquez décide de rester au sein du club et aide à la remontée en deuxième division durant la saison 2002-03.
En 2003, Velázquez revient en première division après son transfert au Talleres de Córdoba.
Après un an en dent de scie, Velázquez rejoint le Club Atlético Lanús, où il s'affirme comme un membre important de l'équipe première. En 2007, il fait partie de l'équipe vainqueur de l'Apertura 2007, qui offre à Lanús son premier titre de champion d'Argentine.
En 2010, Velázquez rejoint le CA Independiente. Il remporte avec cette équipe la Copa Sudamericana en 2010, en battant le club brésilien de Goiás en finale.
En février 2012, Velázquez rompt son contrat avec l'Independiente et revient à Lanús. En 2013, il remporte une seconde Copa Sudamericana, en s'imposant face au club brésilien de Ponte Preta en finale. Par la suite, 2017, il atteint avec Lanús la finale de la Copa Libertadores, qui voit son équipe s'incliner face au Grêmio Porto Alegre.
Maximiliano Velázquez dispute au cours de sa carrière plus de 400 matchs en première division argentine. Il joue également 50 matchs en Copa Libertadores, 40 en Copa Sudamericana, et enfin quatre en Recopa Sudamericana.

## Palmarès
| Ferro Carril Oeste - Championnat d'Argentine D3 (1) : - Champion : 2003. |  | CA Lanús - Championnat d'Argentine (2) : - Champion : 2007 (Apertura) et 2016. - Copa Sudamericana (1) : - Vainqueur : 2013. - Copa Libertadores (0) : - Finaliste : 2017. - Recopa Sudamericana (0) : - Finaliste : 2014. |  | CA Independiente - Copa Sudamericana (1) : - Vainqueur : 2010. - Recopa Sudamericana (0) : - Finaliste : 2011. |